# Instituto Tecnológico y de Estudios Superiores de Occidente
El Instituto Tecnológico y de Estudios Superiores de Occidente (ITESO) es una universidad privada ubicada en la Zona Metropolitana de Guadalajara, Jalisco, México, fundada en el año 1957.
La institución forma parte del Sistema Universitario Jesuita (SUJ) que integra a ocho universidades en México. La universidad es nombrada como la Universidad Jesuita de Guadalajara.

## Historia
Fundada en el año de 1957 por el Padre Luis Hernández Prieto S.J., José Aguilar Figueroa y el ingeniero José Fernández del Valle y Ancira, entre otros, la universidad ha tenido una larga trayectoria. A continuación se presenta la historia de la institución en periodos de décadas.
A mediados del decenio de los años 50, en Guadalajara no existía una universidad jesuita. En Guadalajara existe una institución de educación básica llamada Instituto de Ciencias, en la cual participan miembros de la Compañía de Jesús. (Esta fue la base de la actual institución) Padres de familia de los estudiantes del Instituto de Ciencias reunieron esfuerzos para que esta Casa de Estudios tomara forma. Entre otras implicaciones, algunos jesuitas que formaban parte de la que era la única universidad católica en Guadalajara, decidieron unirse a las filas del ITESO. Este contexto hizo polémica la fundación del ITESO, y sirvió para señalar la participación determinante de la Compañía de Jesús en el proyecto. Las primeras instalaciones del ITESO se ubicaron frente a la Rotonda de los Hombres Ilustres.
En 1957 en el Instituto de Ciencias surge el “Patronato Pro Mejoras del Instituto”. La idea crece y para rematar los trabajos del patronato se sugirió el nacimiento de un instituto de estudios superiores como una alternativa para los próximos egresados del Instituto de Ciencias. El cardenal José Garibi Rivera mostró entusiasmo por la posibilidad de que una universidad católica se abriera en la ciudad. El fundador insigne, el ingeniero José Fernández del Valle y Ancira, inició el periodo como presidente del ITESO, A.C. Abrieron su oficina en Pedro Loza y Garibaldi y se instaló el acta constitutiva de la sociedad que pugnaría porque el ITESO fuera una realidad. El 31 de julio, día de San Ignacio de Loyola, se firmó el acta constitutiva. 111 socios fundadores signaron el documento. En un principio, se pensó en el ITESO como continuación de la obra del Instituto de Ciencias, por lo que compartirían terrenos, pero luego de que la Compañía de Jesús decidió no involucrarse en la construcción de la universidad, se instalaron por la calle Independencia frente a la Rotonda de los Hombres Ilustres. Años después, se cambiaron a calle Libertad 1823 y Moscú, donde actualmente está La Casa de los Abanicos. Tras una extensa búsqueda, Don José Aguilar Figueroa ofreció sus predios, donde hoy está el campus, Anillo Periférico Sur 8585, en el municipio de Tlaquepaque. El 8 de junio de 1962 fue colocada ahí la primera piedra.
El martes 27 de mayo de 1958, las instalaciones del ITESO, sitas en calle Independencia, fueron objeto de un ataque y destrozos por parte de una turba de estudiantes de la Universidad Autónoma de Guadalajara, con daños valorados en más de 200 000 pesos. Diecinueve de esos vándalos fueron aprehendidos por elementos policiales tapatíos.
El 5 de julio de 1963 se inició la mudanza al campus de Las Fuentes, como se le conocía antes. Egresaron las primeras generaciones de estudiantes del ITESO, sin título ni reconocimiento oficiado por la Secretaría de Educación Pública. El 11 de noviembre de 1968 el ITESO se incorporó a la UNAM. En ese momento solo quedaron incorporados los alumnos de primer año de cada carrera. Los alumnos de años superiores y anteriores quedaron fuera del reconocimiento legal de sus estudios. En este año se completó la mudanza al campus de Las Fuentes. En agosto de 1970, el ITESO recibió por primera vez a alumnos de preparatorias de Guadalajara y de otros municipios de Jalisco, que no fueran del Instituto de Ciencias. También se matricularon estudiantes de Aguascalientes, Colima, Chihuahua, Durango, Guanajuato y Michoacán, entre otros estados.
En sus inicios los jesuitas no contaban con la aprobación formal para que dirigieran la universidad y trabajaran en el ITESO. El 28 de noviembre de 1972, el general de la Compañía de Jesús, Pedro Arrupe, dio el espaldarazo a la universidad. A partir de este momento esta Casa de Estudios se incorporó formalmente a esta orden religiosa.
El 14 de septiembre de 1973 fue publicado en el diario El Informador un anuncio desplegado firmado por las Sociedades de Alumnos de las facultades de Arquitectura, Psicología, y Relaciones Industriales del ITESO en el cual se expresaba repudio por el golpe militar de Augusto Pinochet contra el régimen socialista de Salvador Allende, presidente de Chile. Asimismo, el 16 de septiembre de 1973, académicos del ITESO publicaron una Declaración que habían firmado el viernes 14 del mismo mes y año, en un desplegado (inserción pagada) en el mismo matutino, en la que condenaban los hechos acaecidos en Chile. Tales publicaciones ocasionaron una serie de ataques contra el ITESO y sus autoridades. En octubre se estableció como Día del ITESO el 11 de noviembre, fecha de la incorporación a la UNAM.
El 26 de abril de 1974, se firmó el primer convenio ITESO, A.C-Cecusac (Centro de Cultura Superior A.C). Con esto, la Compañía de Jesús se convirtió en protagonista oficial en la Universidad. El Cecusac fue una asociación civil que agrupaba a los jesuitas que trabajaban en el ITESO, presididos por el Padre Provincial de la Provincia Mexicana de la Compañía de Jesús. Esta asociación dejó de ser necesaria desde que la Constitución Política de los Estados Unidos Mexicanos concedió personalidad jurídica a las asociaciones religiosas. Asimismo, luego de la publicación de la Ley de Asociaciones Religiosas y Culto Público,  en el Diario Oficial de la Federación.
El 31 de julio de 1974 el entonces rector, Xavier Scheifler Amézaga, promulgó las Orientaciones Fundamentales del ITESO (OFI), encauzadas en tres directrices: inspiración cristiana, filosofía educativa ignaciana, y compromiso social.
El 19 de marzo de 1976 murió el fundador del ITESO, Luis Hernández Prieto. El 12 de noviembre de ese mismo año, la SEP emitió el Reconocimiento de Validez Oficial de Estudios al ITESO. Esto le permitió otorgar sus propios títulos y armar sus planes de estudio. Tal reconocimiento benefició a mil 182 alumnos. Esta incorporación permitió a los egresados dar, por fin, tal validez a sus estudios. El ITESO quedó integrado al Sistema Educativo Nacional (SEN).
En 1978 el ITESO fue rechazado como miembro de la Asociación Nacional de Universidades e Instituciones de Educación Superior (ANUIES) debido a la oposición de la Universidad de Guadalajara. El ITESO fue admitido como miembro de la Unión de Universidades de América Latina (UDUAL), durante la VIII Asamblea General Ordinaria de dicho organismo, celebrada en la Ciudad de México del 11 al 14 de noviembre de 1979.
El 2 de abril de 1981 se firmó el primer convenio con la Universidad Iberoamericana, formando así las bases para el actual Sistema Universitario Jesuita.
En 1987 se adquirió la biblioteca Salvador Reinoso, que constaba de 17 mil volúmenes.
El 10 de marzo de 1989 se adquirió el Fondo Armando Suárez, de siete mil libros, perteneciente al expresbítero dominico y psicoanalista español por nacimiento y mexicano por elección Armando Suárez Gómez (Madrid, 17 de junio de 1928-8 de marzo de 1988).
En el segundo semestre de 1989 se inició una intensa campaña financiera, cuyo objetivo era obtener donativos para instalaciones. Entre los invitados como patronos estuvo el Cardenal Juan Jesús Posadas Ocampo.
El 29 de agosto de 1990, el Padre Peter-Hans Kolvenbach, general de la Compañía de Jesús, visitó por primera vez el ITESO. Ese mismo año, las finanzas del ITESO se vieron golpeadas por la disposición del Gobierno Federal de quitar la deducción de impuestos a los donativos, pues algunas organizaciones retiraron este tipo de apoyo.
En octubre de 1992 se aprobó que el logotipo del ITESO sería un círculo partido por una cruz sobre las órbitas de los electrones y el lema “Spiritus Redimet Materiam”, seguido el nombre del ITESO, y en la base, o al lado de ambas figuras, el nombre del Instituto Tecnológico y de Estudios Superiores de Occidente, A.C.
En mayo de 1994, la Junta de Gobierno formó un comité local en apoyo a la candidatura del Obispo de San Cristóbal de las Casas, Samuel Ruiz García, como Premio Nobel de la Paz.
El 16 de noviembre de 1996 se realizó la segunda visita del Padre Peter-Hans Kolvenbach, General de la Compañía de Jesús al ITESO. El 29 de noviembre de 1996, el Consejo Nacional de Ciencia y Tecnología (Conacyt) otorgó al ITESO la constancia de inscripción en el Registro Nacional de Instituciones Científicas y Tecnológicas.
El 21 de marzo de 1997 se firmó el convenio entre la Universidad de San Francisco y el sistema conformado por la Universidad Iberoamericana y el ITESO (SEUIA-ITESO).
En noviembre de 1999, el ITESO adquirió la casa González Luna, hoy Casa ITESO-Clavigero, ubicada en la calle José Guadalupe Zuno 2083, entre la Av. Chapultepec y Marsella. El 25 de abril de 2001 se inauguró la Casa ITESO-Clavigero. El 28 de agosto comenzaron las clases en la preparatoria itesiana de Atotonilco el Alto, Jalisco, el Centro Educativo Regional de Atotonilco (CERA).
El 1 de agosto de 2003, la biblioteca de Ignacio González Luna Morfín fue donada a la Biblioteca del ITESO.
El 21 de enero de 2004, el ITESO recibió oficialmente el Registro de Excelencia Académica que otorga la SEP. El 9 de diciembre de 2004 se firmó el convenio para adquirir el archivo profesional del arquitecto Ignacio Díaz Morales.

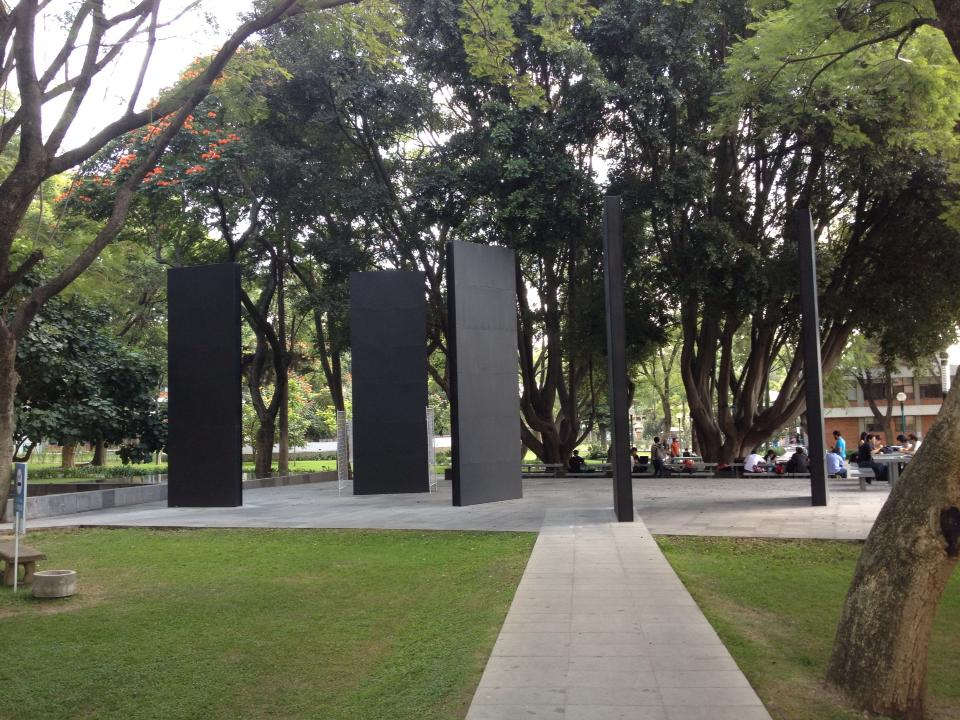
Monumento a los 50 años del ITESO

En marzo de 2006 se renovó el convenio con 25 preparatorias de la Zona Metropolitana de Guadalajara y 40 foráneas sobre el pase directo al ITESO. El 3 de mayo, la Secretaría de Educación Pública, a través del Instituto Nacional de Bellas Artes, declaró Monumento Artístico Nacional a la Casa ITESO-Clavigero.
En 2011, la licenciatura en Derecho, una de las carreras más importantes del ITESO, celebra sus primeros 25 años de generar abogados. Con motivo de esta celebración se empezaron a celebrar las "Jornadas de Derecho". En 2012 La carrera de Ingeniería en Sistemas Computacionales cumple 35 años desde su fundación en 1977. Se celebraron un conjunto de conferencias y simposios alusivos a los sistemas computacionales con panelistas expertos en la materia a nivel nacional. En 2013 la Escuela de Arquitectura del ITESO celebra el 50 aniversario de fundación, que ha contribuido de manera ininterrumpida a formar profesionales de gran calidad de la Arquitectura y que han demostrado su talento como arquitectos y como profesionales creativos tanto a nivel nacional como internacional.

### Autonomía
En julio de 1974, el sacerdote jesuita Esteban Palomera Quiroz comenzó pláticas con el entonces secretario de Educación Pública, ingeniero Víctor Bravo Ahuja, referentes al Reconocimiento de Validez Oficial de Estudios (RVOE) efectuados en el ITESO, a lo que el secretario se mostró favorable. El padre Palomera presentó ante la SEP, planes de estudio, capacitación del profesorado; fotografías, planos, e informes acerca de edificios, instalaciones, etcétera, y luego de más de dos años de trámites, el 12 de noviembre de 1976, Bravo Ahuja firmó el Acuerdo número 15018, por el que se otorga reconocimiento de validez oficial a los estudios de tipo superior que imparte el Instituto Tecnológico y de Estudios Superiores de Occidente, de Guadalajara, que fue publicado en el Diario Oficial de la Federación el 29 de noviembre de 1976.

## Campus

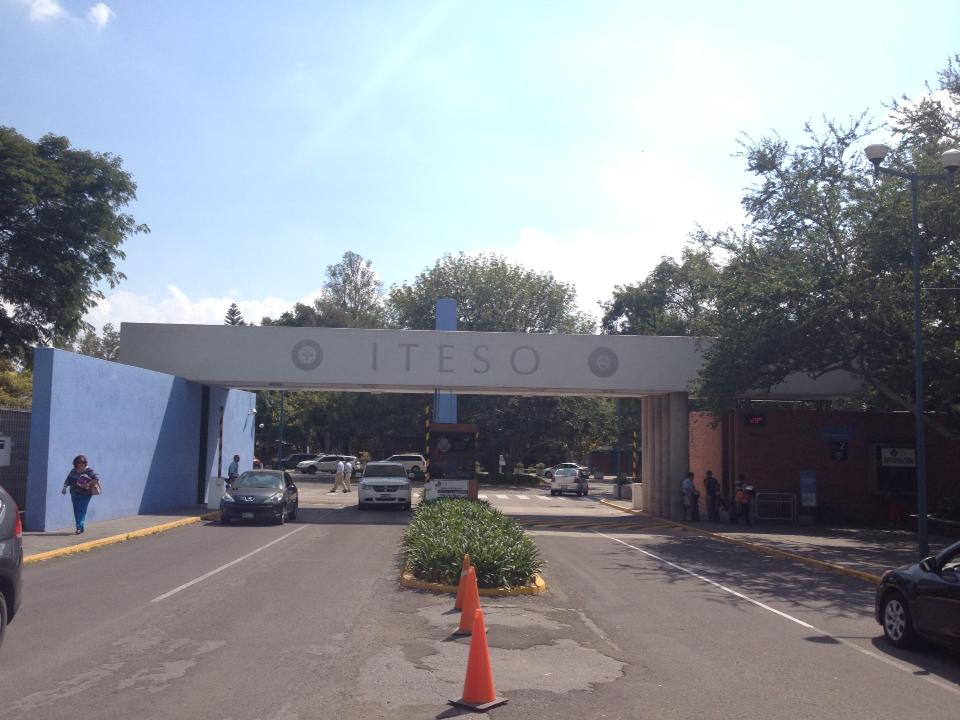
Entrada principal al ITESO

Con 49 hectáreas, el campus del ITESO se extiende al sur de la Zona Metropolitana de Guadalajara en el municipio de Tlaquepaque, Jalisco, México. El campus conserva 22 hectáreas de áreas verdes, en las que hay más de 3,000 árboles de 280 especies. Actualmente, son 43 los edificios que albergan las actividades de la universidad. 
La Biblioteca Dr. Jorge Villalobos Padilla, S.J. es una de las más grandes de la región occidente y de México. Cuenta con un acervo de más de 450,000 documentos, entre los que destacan más de 11,200 libros catalogados como raros o antiguos, planos de importantes arquitectos como Julio de la Peña e Ignacio Díaz Morales, dos fondos especializados en la Guerra Cristera, así como más de 110,000 publicaciones periódicas sobre diversos temas. 
El edificio Q5 de los Talleres de Innovación para el Diseño del ITESO, inaugurados en el año 2010 obtuvieron la certificación LEED plata al ser un edificio sustentable.

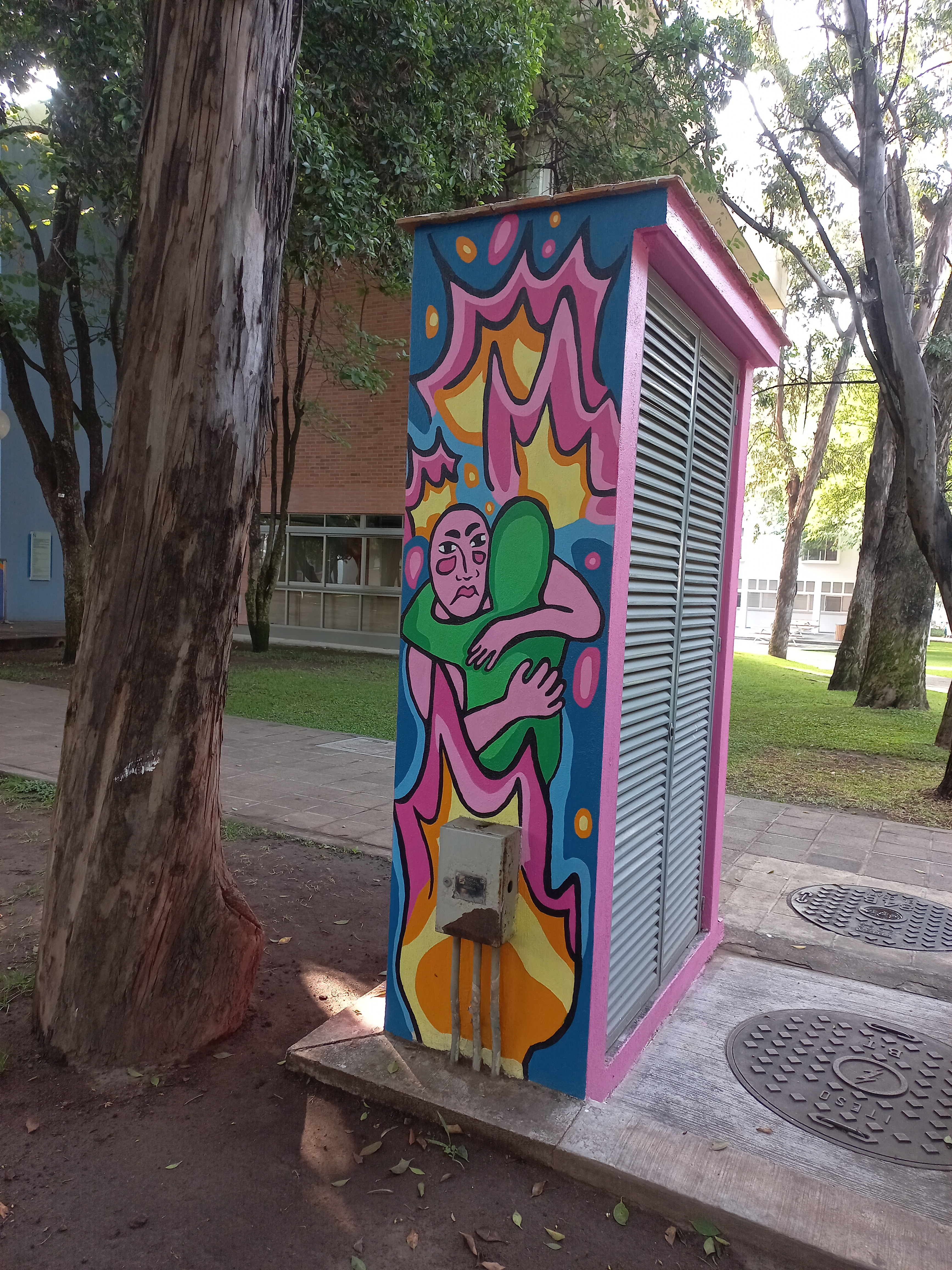
Mural visto en las instalaciones del ITESO

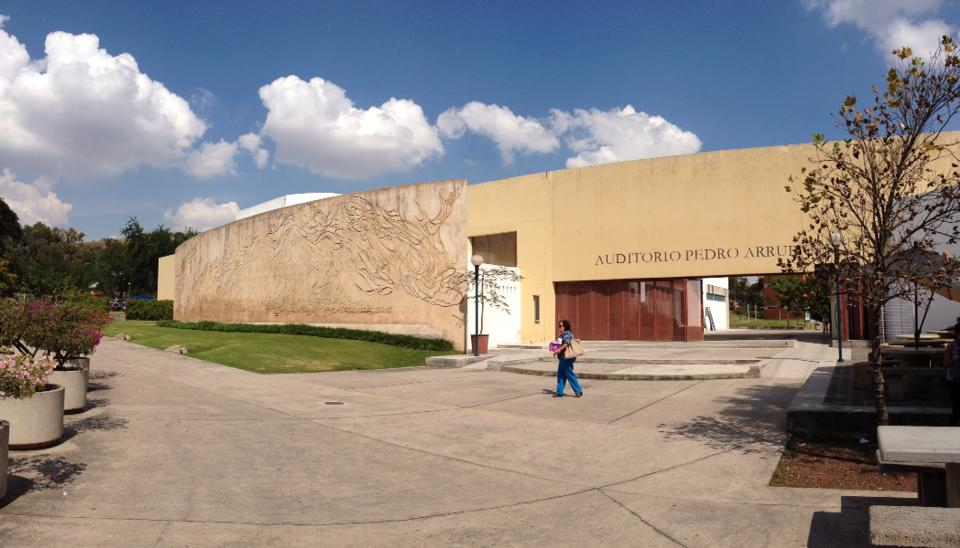
Auditorio Pedro Arrupe.

- Superficie construida: 49 hectáreas
- 5 auditorios con capacidad de hasta 6,000 personas
- Más de 150 salones con servicios audiovisuales, red y sistemas que ahorran energía.[19]
- Laboratorios y talleres especializados: 50
- Parque Tecnológico: 1
- Instalaciones deportivas (canchas, pistas, gimnasio): 21
- Biblioteca digital: más de 2 millones de documentos
- Reserva ecológica en bosque: 27 hectáreas
- Observatorio astronómico: 1
- Centros de investigación y vinculación: 16
- Publicaciones académicas: 800
- Revistas especializadas: 6

### Biblioteca
La biblioteca fue fundada en el año de 1994

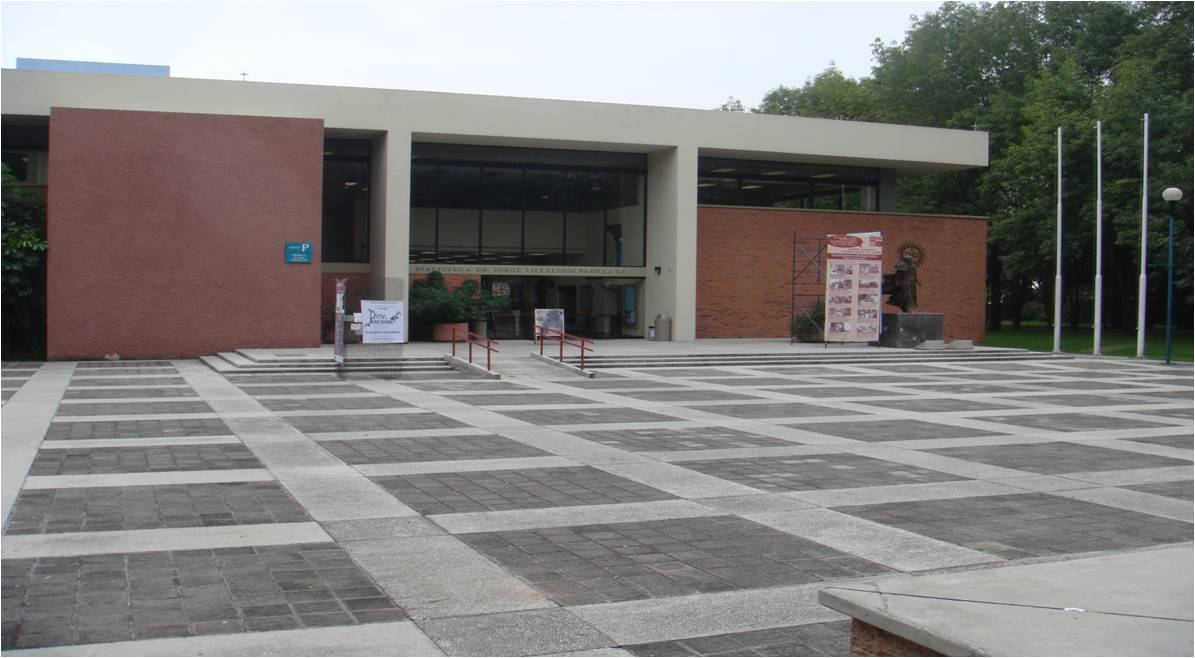
Biblioteca Dr. Jorge Villalobos Padilla, SJ.

La biblioteca Dr. Jorge Villalobos Padilla, S.J. es la biblioteca privada más grande de la región:
- Más de 470,000 documentos entre libros de texto, monografías, obras literarias, tesis, enciclopedias, diccionarios, mapas y materiales audiovisuales.
- Más de 300,000 libros impresos.
- Acervo audiovisual con cerca de 7,400 títulos en formato VHS y DVD, así como alrededor de 30 000 transparencias.
- Hemeroteca con más de 119,000 ejemplares de revistas.
- Colección de periódicos locales, nacionales y extranjeros y de consulta diaria.
- Mapoteca con aproximadamente 3,000 mapas geográficos y 17,000 planos arquitectónicos.
- Fondo de libros raros y antiguos con más de 9,000 documentos, en el que se encuentra material especializado.
- Información estadística y geográfica del INEGI.
- Biblioteca digital con 2 millones de documentos electrónicos entre artículos de revistas académicas, informes financieros, información estadística, artículos periodísticos y mapas, entre los que sobresalen más de 31,228 títulos de revistas electrónicas en texto completo, más de 65,500 libros en formato digital y 169 bases de datos.
- Salas de proyecciones, de cursos y de consulta.
- Sala para usuarios con alguna discapacidad.
- 18 cubículos para trabajo grupal.
- Renovación de préstamos de documentos vía Internet.

### Instalaciones deportivas
Las instalaciones deportivas con las que cuenta el ITESO son:
- Un domo deportivo con piso flexitap para usos múltiples, con dos canchas de basquetbol o voleibol para uso simultáneo.
- El nuevo Domo de Actividad Física y Recreación cuenta con tres salas para clases físicas simultáneas, sala de spinning, área de peso libre, área de peso integrado, zona de cardio, baños y regaderas, cafetería, zona recreativa con tenis de mesa, futbolitos y juegos de mesa y laboratorio de ciencias aplicadas al deporte.
- Pista de 400 metros para la práctica de atletismo.
- Circuito pedestre de 2,500 metros.
- Dos canchas de basquetbol o voleibol al aire libre, dos canchas de tenis y una cancha de arena para voleibol de playa.
- Cuatro campos de fútbol, tres de ellos con iluminación.
- Campo diamante para la práctica de béisbol y softbol.
- Campo de rugby.
- Muro artificial de escalada.
- Consultorio médico-deportivo.
- Vestidores con regaderas, baños y casilleros de seguridad (lockers).
- Explanada del domo deportivo con mesas, sillas y sombrillas como zona recreativa.
- Almacén de préstamo de material deportivo.
- Módulo de informes y atención a usuarios.

### Tecnologías de Información
Cuenta con:

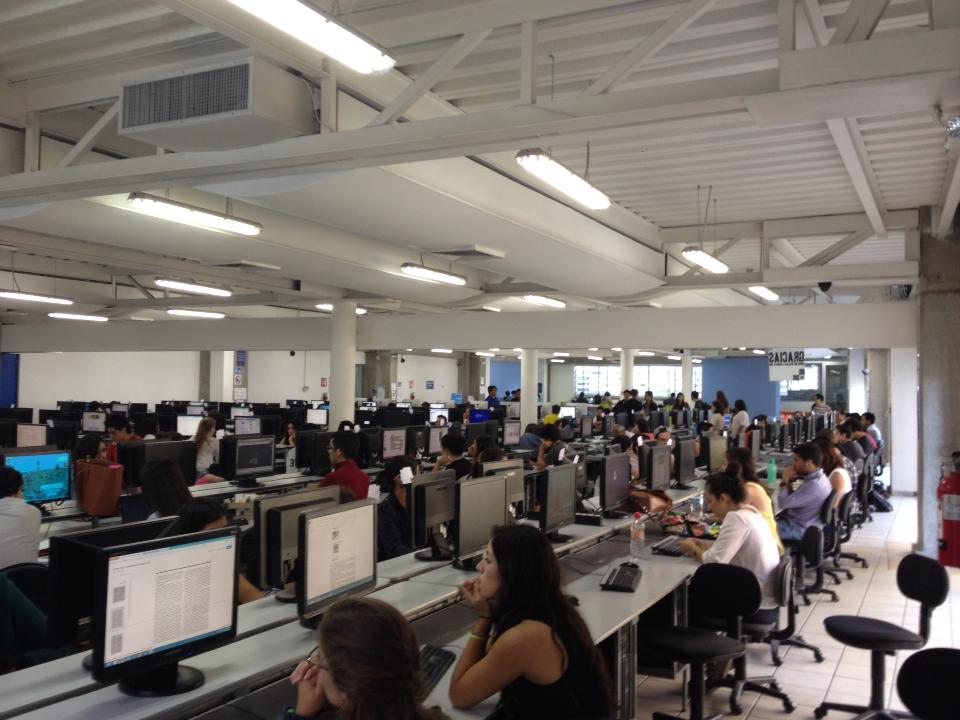
Salón de cómputo en el edificio T.

- Sala general de cómputo con 300 terminales y un taller de cómputo.
- 14 salones con 448 computadoras y cañón de proyección en cada uno de ellos.
- 17 laboratorios especializados para electrónica y sistemas.
- Red inalámbrica y enlace a Internet con capacidad de 34 megabits por segundo.
- 15 servidores.
- 1 switch CISCO 6000 para conexiones de red a 10/100/1000 megabits, con tecnología PoE.
- 3 switches CISCO 4000 para conexiones de red a 10/100/1000 megabits de 120 pares (60 conexiones).
- Tecnología IP.
- Accesos especiales para personas con discapacidad.
- Auditorios para conferencias.

### Observatorio astronómico
El Observador astronómico no se presta para actividades particulares o individuales.

### Casa ITESO Clavigero
Destinada como un espacio para conservar y promover la cultura, el ITESO adquirió y restauró la otrora casa de Efraín González Luna, diseñada y construida en 1929 por el reconocido arquitecto ganador del Premio Pritzker, Luis Barragán en su etapa temprana.
El nombre de la casa es un homenaje al jesuita Francisco Xavier Clavigero. La restauración se realizó acorde a los materiales y técnicas utilizadas en la época. Hoy es considerada Monumento Artístico de la Nación y está abierta al público. Se ubica en la Colonia Americana, cerca de la zona centro de Guadalajara.

## Programas de estudio

### Preparatoria
En octubre de 2020 el ITESO anunció la creación de Prepa ITESO, la cual abrió sus puertas en agosto de 2021. El plan de estudios (pendiente de aprobación de RVOE) contempla una formación de tres años (seis semestres) con la posibilidad de escoger una de las cinco áreas de formación propedéutica en el último año.
Las áreas propedéuticas que los estudiantes podrán escoger son:
- Ingeniería y Ciencia de Datos
- Salud y Bienestar
- Economía Social, Gestión y Emprendimiento
- Derechos Humanos y Ciudadanía
- Arte y Comunicación

### Licenciaturas[27]
Humanidades
- Arquitectura
- Arte y Creación
- Ciencias de la Comunicación
- Ciencias de la Educación
- Comunicación y Artes Audiovisuales
- Derecho
- Desarrollo Inmobiliario Sustentable
- Diseño
- Diseño de Indumentaria y Moda
- Diseño Urbano y Arquitectura del Paisaje
- Filosofía y Ciencias Sociales
- Gestión Cultural
- Gestión Pública y Políticas Globales
- Nutrición y Ciencias de los Alimentos
- Periodismo y Comunicación Pública
- Psicología
- Publicidad y Comunicación Estratégica
- Relaciones Internacionales
- Traducción e Interpretación

Ingenierías
- Ingeniería de Alimentos
- Ingeniería Ambiental
- Ingeniería en Biotecnología
- Ingeniería Civil
- Ingeniería y Ciencia de Datos
- Ingeniería Electrónica
- Ingeniería en Empresas de Servicio
- Ingeniería Financiera
- Ingeniería Industrial
- Ingeniería Mecánica
- Ingeniería en Mecatrónica
- Ingeniería en Nanotecnología
- Ingeniería Química
- Ingeniería en Sistemas Computacionales
- Ingeniería en Sistemas Digitales Embebidos
- Ingeniería en Ciberseguridad
- Ingeniería en Desarrollo de Software

Negocios
- Administración de Empresas y Emprendimiento
- Comercio y Negocios Globales
- Contaduría y Gobierno Corporativo
- Finanzas
- Hospitalidad y Turismo
- Mercadotecnia y Dirección Comercial
- Negocios y Mercados Digitales
- Recursos Humanos y Talento Organizacional

### Doctorados[28]
- Doctorado en Estudios Científico-Sociales (Programa de Alto Nivel en el Padrón Nacional de Posgrados del CONACYT)
- Doctorado Interinstitucional en Educación (Programa dentro del Padrón Nacional de Posgrados de Calidad del CONACYT)
- Doctorado en Ciencias de la Ingeniería (Programa dentro del Padrón Nacional de Posgrados de Calidad del CONACYT)
- Doctorado en Hábitat y Sustentabilidad
- Doctorado Internacional en Bienestar Social
- Doctorado en Investigación Psicológica

### Maestrías
Humanidades:  

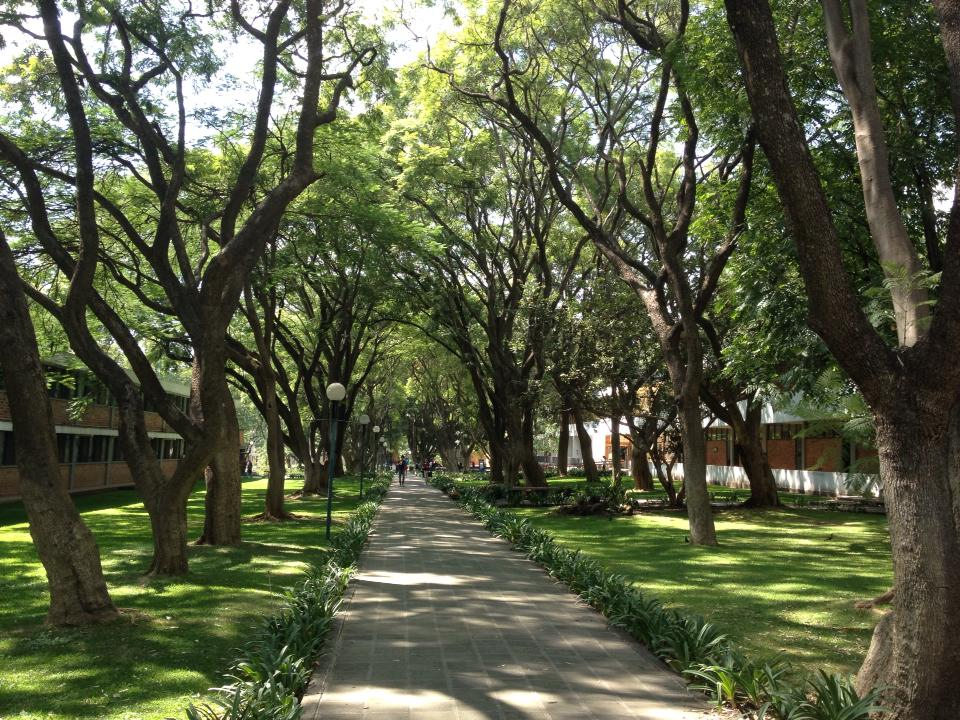
Pasillo entre los edificios B y C.

- Maestría en Comunicación de la Ciencia y la Cultura (Padrón de Excelencia del CONACYT)
- Maestría en Derecho Constitucional Contemporáneo
- Maestría en Desarrollo Humano (Presencial o en línea)
- Maestría en Diseño Estratégico e Innovación Social
- Maestría en Educación y Convivencia (Presencial o en línea)
- Maestría en Filosofía y Ciencias Sociales

- Maestría en Política y Gestión Pública
- Maestría en Psicoterapia
- Maestría en Ciudad y Espacio Público Sustentable
- Maestría en Proyectos y Edificación Sustentables
- Masters in Teaching English to Speakers of Other Languages, -MA in TESOL- (doble titulación con University College Plymouth St Mark & St John, UK)

Negocios:
- Administración - Master of Business Administration (MBA)
- Informática Aplicada

- Mercadotecnia Global
- Global MBA in Emerging Markets - ONLINE - MULTICULTURAL - BILINGUAL - SUMMER VISITS (doble titulación con Regis University, USA)

Ingenierías:
- Ciencia de Datos
- Diseño Electrónico

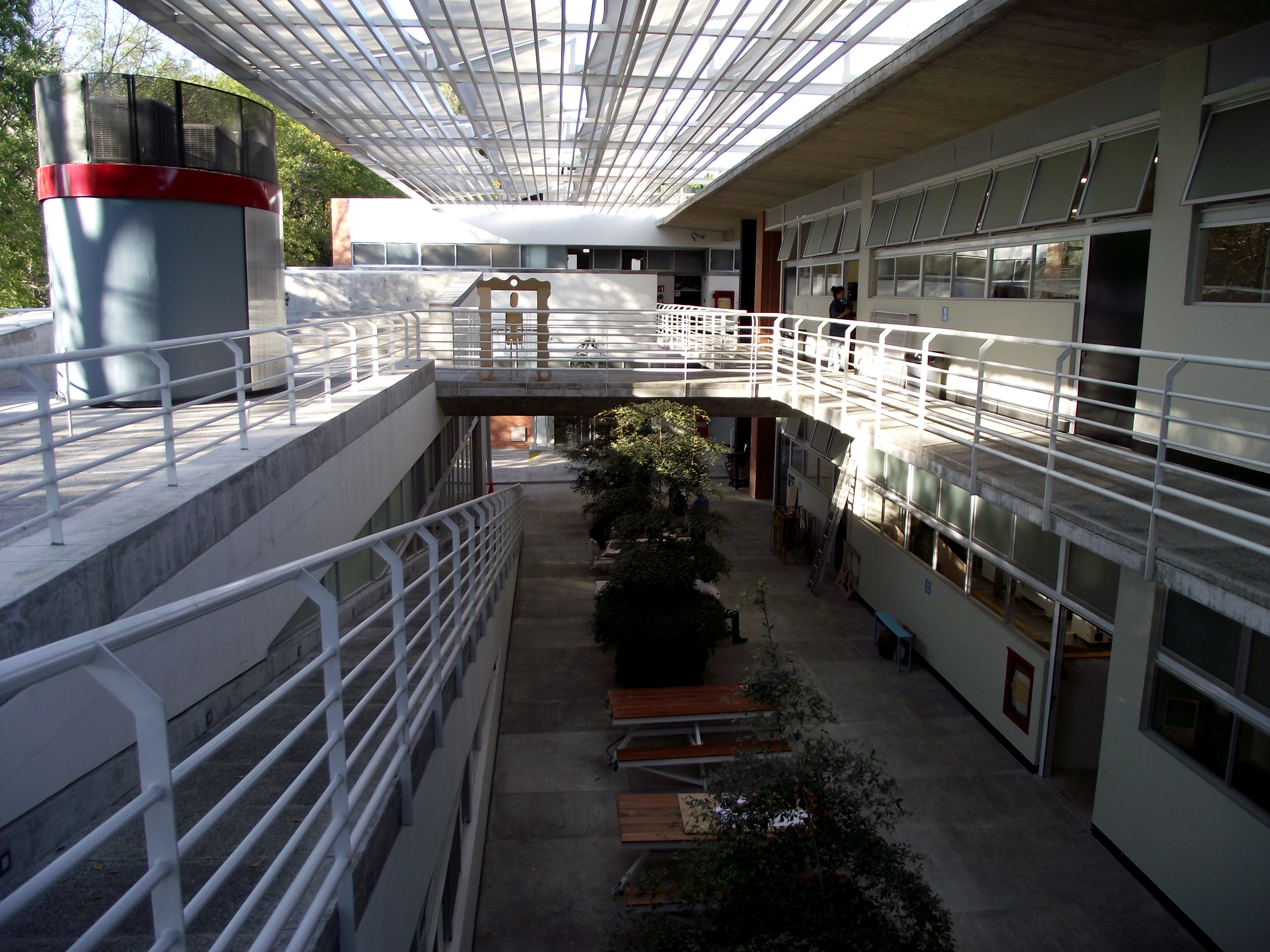
Talleres de Innovación para el Diseño

- Ingeniería y Gestión de la Calidad
- Ingeniería de Productos y Procesos
- Sistemas Computacionales

### Especialidades
- Especialidad en Diseño de Sistemas en Chip
- Especialidad en Gestión de la Cadena de Suministro
- Especialidad en Integridad Pública y Estrategias Anticorrupción
- Especialidad en Mejora de Procesos de Negocio
- Especialidad en Sistemas Embebidos

## Egresados destacados
- Alejandra Xanic von Bertrab Wilhelm Egresada de la Licenciatura en Ciencias de la Comunicación. Es una periodista freelance mexicana ganadora del Premio Nacional de Periodismo en 1992 y de un Premio Pulitzer en la categoría Periodismo de Investigación en 2013, este último junto al periodista estadounidense David Barstow. Es la primera periodista mexicana en ser galardonada con un Pulitzer en ese campo
- Gerardo Sánchez Sendra,[29] egresó de la facultad de Arquitectura. Asistió a cursos ejecutivos en desarrollo inmobiliario en el Centro de Bienes Raíces del Massachusetts Institute of Technology (MIT). Ha dirigido y diseñado el Centro Cultural Constitución, Museo Inflable de Guachimontones, New Hope DF, Malecón de Pto.Vallarta, Puente Peatonal de la Iguana. El estudio en el que trabaja tiene un premio Dubai International Award. Y ganó el XV Premio Arquitectura Jalisco.
- Yezmin Thomas,[30] egresada de la Licenciatura en Ciencias de la Comunicación. Trabajó para Telemundo, donde ganó el premio al mejor reportaje de investigación de la Sociedad de Periodistas Profesionales Capítulo Fort Worth (Society of Professional Journalists Fort Worth Professional Chapter), debido a un reportaje realizado donde hablaba de la dura vida de los migrantes en Estados Unidos. A partir de esto, ha realizado varios reportajes sobre el mismo tema y ha sido galardonada en tres ediciones de los premios Emmy (2011, 2013 y 2014).
- Jorge Silva estudió la Licenciatura en Derecho. En agosto de 2015 se convirtió en el director para los medios hispanos de la campaña presidencial de Hillary Clinton del Partido Demócrata. Las elecciones presidenciales de Estados Unidos tomaron lugar el 8 de noviembre de 2016.
- Enrique Alfaro Ramírez es un político y empresario. Fue Gobernador de Jalisco y egresado de Ingeniería Civil.
- José Pedro Kumamoto Aguilar es el primer candidato independiente en ganar una elección para ocupar un puesto de representación popular en Jalisco. Con más de 50,000 votos a su favor, Kumamoto logró ganar el Distrito 10 para ser su representante en el Congreso del Estado de Jalisco. Es licenciado en Gestión Cultural.
- José Trinidad Camacho Orozco es un caricaturista e historietista mexicano, más conocido por su nombre artístico Trino. Dueño de un humor ácido y directo, sus caricaturas abarcan muy distintas temáticas, desde el chiste infantil hasta la crítica política más cruda. Es egresado de Ciencias de la Comunicación.